# Francisco de la Ribera
El fray Francisco de la Ribera (España, p. s. XVI – Estrecho de Magallanes, 29 de enero de 1540) fue un marino español del siglo XVI, quien fue parte de la Armada del obispo de Plasencia que exploró el estrecho de Magallanes en 1540, en la cual fallece.

## Biografía

Gobernación de Nueva León, limitando con la de la Terra Australis, estando al mando de Francisco de la Ribera.

El fray Francisco de la Ribera fue el capitán de la nave capitana de la escuadra compuesta por cuatro barcos organizada y financiada por Gutierre de Vargas Carvajal, obispo de Plasencia, con destino al estrecho de Magallanes. Tras la renuncia de Francisco de Camargo a la gobernación de Nueva León, de la Ribera se convirtió en el adelantado del territorio.
La expedición zarpó desde Sevilla en agosto de 1539 y logró alcanzar la entrada del estrecho en el 20 de enero de 1540. Sin embargo, al internarse en él, una fuerte tormenta provocó el naufragio de la nave capitana. Desde entonces no se volvió a saber nada de los ciento cincuenta hombres que viajaban a bordo, incluido su capitán. Falleció el 29 de enero de tal año.
A raíz de esta tragedia surgieron numerosas leyendas. Se decía que algunos náufragos, entre ellos Ribera, habían sido rescatados por indígenas patagones, quienes los habrían guiado a unas minas fabulosas. Según testimonios de antiguos náufragos como Melchor Ramírez, allí se situaba la mítica ciudad de Trapalanda o la Ciudad de los Césares. De esta forma, la desaparición de la nave de Francisco de la Ribera y la falta de noticias posteriores contribuyeron al crecimiento del mito del El Dorado austral.